# Osamu Tezuka
Pour le fils d'Osamu Tezuka, voir Makoto Tezuka.
手塚 治虫
Œuvres principales
Première œuvreLe Journal de Mâ-chan
Œuvres principales
- Le Roi Léo
- Astro, le petit robot
- Bouddha
- Black Jack
- L'Histoire des 3 Adolf
- Phénix, l'oiseau de feu

Osamu Tezuka (手塚 治虫, Tezuka Osamu), né le 3 novembre 1928 à Toyonaka, dans la préfecture d'Osaka, et mort le 9 février 1989 à Tokyo, est un mangaka, animateur, character designer, producteur, scénariste d'anime.
Travaillant dès ses 19 ans sous le pseudonyme homophone 治虫, dont la lecture osamu mushi rappelle le nom japonais d'un insecte : osamushi (筬虫),. Son talent, sa production prolifique et ses techniques font de lui une figure et lui ont valu des titres tels que le père du manga, le parrain du manga ou encore le dieu du manga. De plus, il est souvent considéré comme l’équivalent japonais de Walt Disney.
Sa force de création est colossale : plus de 170 000 pages dessinées au cours de sa carrière. Il a signé environ 700 œuvres et réalisé environ 70 séries animées, téléfilms animés, longs et courts-métrages d'animation. Plus de 120 millions de mangas ont été vendus depuis sa mort en 1989. Son œuvre comprend quatre caractéristiques majeures constantes : le respect de l'environnement naturel, le respect de la vie et de toutes les créatures vivantes, un profond scepticisme envers la science et la civilisation, et un solide engagement pour la paix et contre la guerre.
Il fonde les studios Mushi Production puis Tezuka Productions. Les premières séries animées réalisées à un rythme soutenu y sont expérimentées et mises en images. De même, y sont conçues successivement la première série animée japonaise avec une diffusion hebdomadaire, Astro Boy en 1963, et une des premières séries en couleurs, Le Roi Léo en 1965.
Il meurt d'un cancer de l'estomac en 1989. Sa mort a un impact immédiat sur le public japonais et les autres mangakas. Un musée dédié à sa mémoire et à ses œuvres est construit à Takarazuka. Il reçoit de nombreux prix à titre posthume. Plusieurs animations étaient en production au moment de sa mort.
Le prix Tezuka récompense deux fois par an depuis 1971 les talents d'un mangaka pour une œuvre dont le scénario est particulièrement intéressant. Le Prix culturel Osamu Tezuka désigne une récompense remise annuellement au Japon depuis 1997 à un mangaka par le journal japonais Asahi Shinbun.

## Biographie

### Un artiste précoce
Osamu Tezuka est né le 3 novembre 1928 à Toyonaka, dans la préfecture d'Osaka. Chose rare pour l'époque, son père possédait un projecteur de films. Les œuvres de Charlie Chaplin et de Disney font très tôt partie de la culture cinématographique du garçon. Très jeune, il est marqué par la vision des dessins animés de Walt Disney et il voue une affection toute particulière au film Bambi. L'influence de Disney apparaît dans le style graphique de Tezuka, rond, généreux et franc, et dans les grands yeux enfantins et très expressifs de ses héros, caractéristique empruntée aux personnages des productions Disney tels que Mickey Mouse et Bambi et reprise ensuite par de nombreux dessinateurs japonais,,.
La famille de Tezuka s'établit dans la ville de Takarazuka alors que ce dernier est âgé de quatre ans. L’environnement naturel de cette région a sans doute joué une grande influence sur la passion de Tezuka pour la nature. Sa fascination pour les insectes est née là-bas, alors qu’enfant, il parcourt les alentours.
Sa mère l’introduit très jeune à la vie artistique très riche de la ville, réputée pour son théâtre et sa revue. La Takarazuka Revue est un mouvement moderne de théâtre. En opposition au théâtre traditionnel japonais joué exclusivement par des hommes, occupant tous les rôles, même ceux des personnages féminins, la revue de Takarazuka ne fait jouer que des femmes.
Enfant, il ne cesse de dessiner et gagne l'admiration de ses camarades de classe en reproduisant leurs héros de mangas préférés. Il publie très jeune ses premiers mangas en 1946, et décroche à l'âge de 17 ans une place de rédacteur au sein du Shōkokumin Shinbun, où il publiera en janvier 1946 sa première bande dessinée professionnelle, Le Journal de Mā-chan, une série de comic strips, dans le quotidien d'Osaka,.
Bien qu'il soit socialement reclus au début de sa scolarité, il finit par devenir très populaire tant auprès de ses camarades qu'auprès de ses professeurs pour sa production de manga.

### Une soif d'indépendance et d'innovation

#### Médecine, manga et cinéma
En parallèle à sa profession de dessinateur, il suit des études de médecine à l'Université d'Osaka. On retrouve des traces de cette formation dans son œuvre, particulièrement dans son manga Black Jack (1973), mettant en scène un chirurgien à gages, qui exerce dans l'illégalité. Le personnage du scientifique est une figure que l'on rencontre couramment dans son œuvre.
Dans un Japon détruit par la guerre, Tezuka rencontre le succès dès 1947, grâce à un manga appelé La Nouvelle Île au trésor qu'il réalise en collaboration avec Shichima Sakai (ja). Ce titre se vend à ce moment à plus de 400 000 exemplaires. Il mène alors une vie partagée entre la création artistique pour des magazines et ses études. Il travaillera aussi ensuite en tant que critique de cinéma. Il rencontre à cette époque le jeune Yoshihiro Tatsumi qu'il conseille, et qui deviendra plus tard le créateur du gekiga, démarche que Tezuka désapprouvera.
En 1952, Osamu Tezuka donne naissance à un héros qui marquera des générations de Japonais : Astro Boy (鉄腕アトム, Tetsuwan Atomu). Un petit robot, créé le 7 avril 2003 dans un monde futuriste, ayant l'apparence d'un jeune garçon. Détenteur de grand pouvoirs, sérieux malgré son apparence et fondamentalement bon, ce personnage est un défenseur de la paix et influencera de nombreux artistes et scientifiques, comme le témoigne Tatsuya Matsui, designer du robot enfant Posy :

« À la fin de la guerre, en 1945, le Japon était ruiné. Les enfants n'avaient rien à manger. En 1952, ils ont découvert Astro Boy et les mangas d'Osamu Tezuka. Astro Boy a alors apporté au pays une dose d'espoir et d'énergie impensable. Les enfants se sont remis à rêver. Astro Boy a influencé de nombreux futurs concepteurs de robots. Moi le premier ! »

Le style de Tezuka rencontre un franc succès en raison des éléments nouveaux qu'il introduit dans ses planches de mangas. Il adopte en effet un découpage cinématographique et un style précurseurs, se jouant des cases de bande dessinée avec beaucoup d'intelligence et de malice. Il est de ce fait présenté comme le père du manga moderne, mais sa contribution à l'art nippon ne s'arrête pas à ce domaine.

#### La villa Tokiwa
Dans les années 1950, pour les besoins de son travail de mangaka, l'auteur s'entoure d'une équipe de dessinateurs pour l'assister dans ses travaux[Information douteuse][à vérifier]. En juillet 1952, à 23 ans, il s'installe pour travailler à Tokyo sur la recommandation d'un éditeur,, dans une petite maison de bois appelée Tokiwasō (la villa Tokiwa) où il travaille avec son équipe[à vérifier]. Tokiwasō « s'apparente à une sorte d'atelier de la Renaissance, où le maître donne les directives pendant que les « apprentis » font les décors, les trames et le travail de documentation ». Cette bâtisse deviendra célèbre pour avoir abrité depuis une succession d'artistes. Il connaît à cette époque une certaine rivalité avec Eiichi Fukui, mais celui-ci meurt subitement de surmenage en 1955.

#### Mushi Productions et Tezuka Productions
En 1961, il fonde ses propres studios d'anime, Mushi Production, qui lui donnent l'indépendance nécessaire pour mener ses recherches sur les techniques de l'animation. Des courts métrages expérimentaux seront ainsi réalisés, tel que les Tableaux d'une exposition en 1966, Le Saut (Jumping) en 1984 ou encore La Légende de la forêt en 1987, qui se veut un hommage musical et visuel au cinéma de Disney et un clin d'œil rendu sur l'évolution des techniques du cinéma d'animation.
Le succès rencontré par les œuvres permettront au studio d'employer de jeunes talents, comme Osamu Dezaki ou encore Hayashi Shigeyuki, célèbre sous le pseudonyme Rintarō, qui intègre le studio en 1962. Ce dernier a supervisé  l'animation de plusieurs séries originellement publiées en mangas : Princesse Saphir, Le Roi Léo, Astro Boy, et se rappelle le challenge technique et narratif que représentait leur conception :

« On insistait constamment sur la rapidité. Chaque histoire devait fonctionner sans temps mort. Pour y parvenir, il nous fallait surmonter de nombreuses contraintes. À la télévision, l'écran est si petit que les plans d'ensemble ne fonctionnent quasiment pas. Il faut donc enchaîner les gros plans rapides pour que le résultat ait un impact. De plus, les épisodes sont sans cesse interrompus par des publicités, elles-mêmes montées très « cut ». Il est donc nécessaire de fonctionner au diapason. »

Couplée aux techniques d'animation limitée, la force d'innovation de Tezuka lui permet de concevoir la réalisation d'épisodes de séries animées à un rythme hebdomadaire ; un concept et surtout une technicité qui sont très vite adoptés par les plus grands studios et sont à l'origine des séries animées actuelles. Tezuka est ainsi à l'origine de la première série animée japonaise diffusée hebdomadairement, Astro Boy, en 1963, qui narre les aventures animées du robot aux allures de garçon qu'il avait créé en bande dessinée. Il est aussi l'instigateur d'une des premières séries japonaises en couleurs, Le Roi Léo en 1965, adaptation animée d'une autre de ses œuvres phares.
En 1968, Tezuka fonde un nouveau studio du nom de Tezuka Productions, qui produira les futurs films, mais aussi quelques remakes d'anciens anime de Mushi tels que, par exemple, la version en couleur d'Astro le petit robot qui sera diffusée en France,.
À cause de tensions internes au sein de l'entreprise, Tezuka démissionne en mi-1971 de Mushi Production. Ne recevant plus de financement de la part de Tezuka, la maison mère Mushi Production fait faillite en novembre 1973. Étant resté garant, Tezuka est alors endetté de plusieurs centaines de millions de yens : il doit vendre plusieurs propriétés et multiplier les publications pour rembourser ses dettes.

### La disparition du maître, la vie d'une œuvre et d'un studio

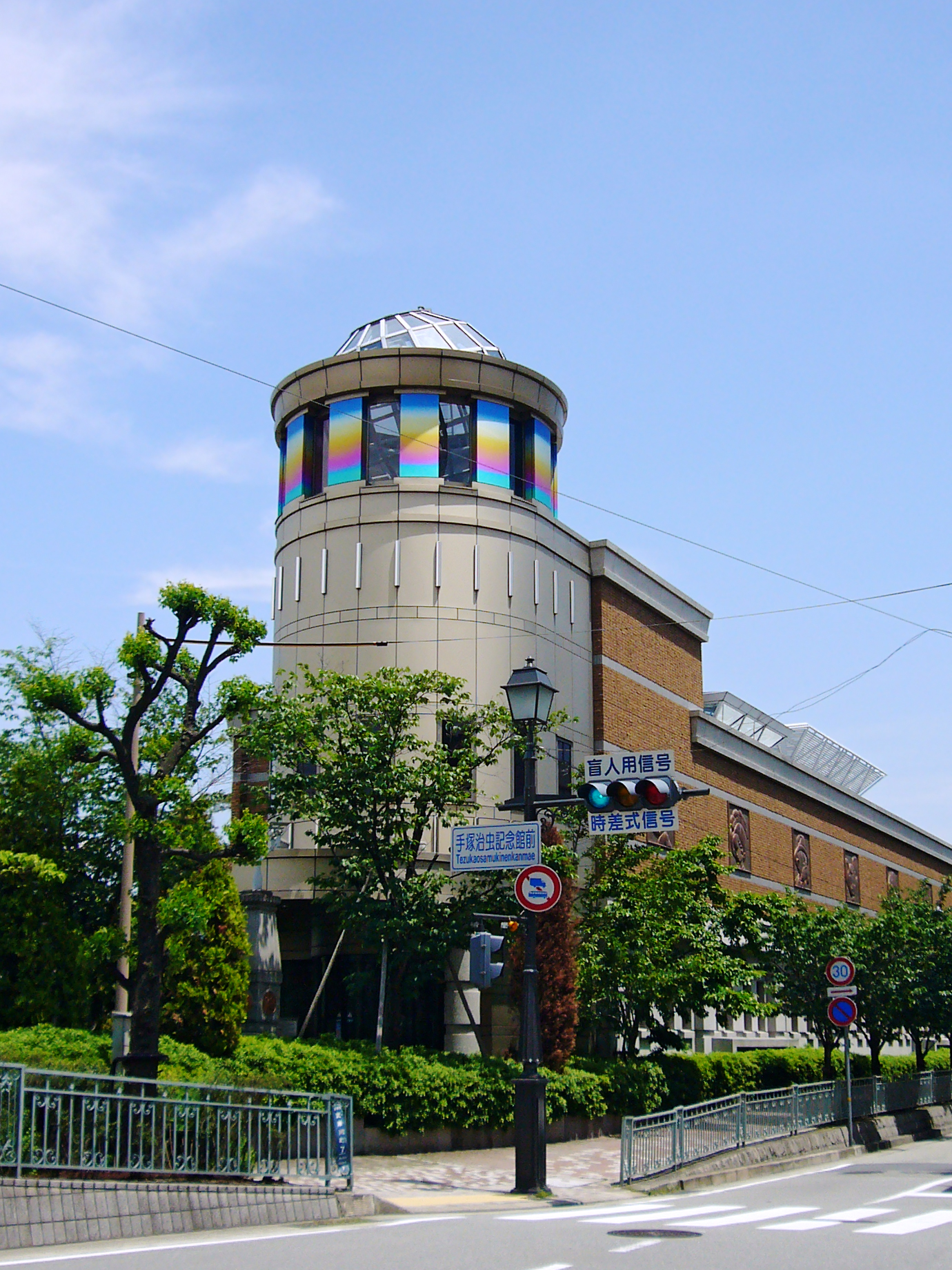
Musée Osamu Tezuka dans la ville de Takarazuka.

Affaibli par le cancer, son matériel de dessin ne le quitte pas, même dans sa chambre d'hôpital, et il poursuit les projets qu'il a entamés (une biographie de Beethoven en manga, l'adaptation animée de la Bible) jusqu'à sa mort en 1989, à laquelle des funérailles nationales sont organisées en son honneur.

« Les visiteurs étrangers ont souvent du mal à comprendre pourquoi les Japonais lisent autant de mangas. Une explication de la popularité de ces bandes dessinées japonaises dans notre pays est que le Japon eut Tezuka Osamu, là où d’autres nations n’eurent aucun équivalent. Sans le docteur Tezuka, l’explosion de la bande dessinée dans le Japon d’après-guerre eût été inconcevable. »

— Asahi Shinbun, février 1989.
Sacré au Japon « Dieu du manga », Osamu Tezuka est apprécié du public, un homme ayant influencé de manière décisive la destinée de l'art de l'animation, de l'industrie du manga et de la culture populaire.
Le studio Tezuka Productions gère désormais le patrimoine du maître et veille à adapter régulièrement ses œuvres sur écran avec le concours de nouvelles générations d'animateurs. C'est ainsi que Black Jack a connu de toutes nouvelles aventures en version animée par Dezaki sous la forme de thrillers médicaux. Son manga Metropolis, inspiré d'images du film homonyme de Fritz Lang, a été adapté en long métrage d'animation en 2001 par Rintarō, l'un de ses disciples, formé dans ses studios.
En 2003, des événements ont été organisés par le studio autour de la figure d'Astro Boy, dont la date de conception imaginée par Tezuka est le 3 avril 2003. Les studios Tezuka Productions ont autorisé le mangaka Naoki Urasawa (Prix Tezuka) à laisser libre cours à ses talents de dessinateurs et de concepteurs de thrillers pour rendre hommage au petit robot dans une aventure particulièrement périlleuse. Le manga est intitulé Pluto, en référence au dieu romain des enfers Pluton. Le scénario est fondé sur une histoire de Tezuka qui avait particulièrement plu à Urasawa quand il était enfant.
En 2009, un remake de la série de 1989 du Roi Léo a été produit à l'occasion du 50e anniversaire de Fuji TV. Il réunit des artistes de renom : Gorō Taniguchi pour la réalisation, un scénario de l'écrivain Osamu Suzuki, et au nombre des characters designers le peintre Yoshitaka Amano.
Le musée Osamu Tezuka consacré son œuvre a été inauguré en avril 1994 à Takarazuka, la ville où il a passé son enfance. La vie de l'auteur est retracée le long d'un parcours, dans une salle pleine de grandes capsules transparentes et futuristes abritant les données de l'exposition. À l'extérieur, le public découvre un Walk of Fame des empreintes des différents personnages de Tezuka imprimées dans le béton.
La gare de Kyoto lui rend également hommage : outre un mini-cinéma et un mini-musée, on y trouve un magasin de produits dérivés de ses créations. Plus symboliquement, ses héros les plus familiers apparaissent en haut des panneaux indicateurs, et une horloge à l'image du Phénix rappelle que la vie d'un homme sur Terre est bien courte et qu'il ne tient qu'à lui d'accomplir de grandes choses.
En 2014, une galerie parisienne expose des planches originales d'Osamu Tezuka.

### Tezuka hors du Japon: Les États-Unis et l'Europe

#### Défenseurs et détracteurs américains
Tezuka, bien qu'auteur reconnu au Japon, n'était que très peu connu à l'étranger. Il rencontre pourtant Walt Disney, qu'il admirait énormément, en 1964 à l'occasion de la Foire internationale de New York,.
Fred Ladd (Fred Laderman, né en 1927), scénariste et producteur de films américains est connu comme étant l’un des premiers professionnels de l’audiovisuel à introduire les productions animées japonaises aux États-Unis. En 1963, la chaîne de télévision NBC Enterprises acquiert les droits de la série Astro Boy et le consulte pour élaborer son développement commercial,.
Dès les années 1960, la société Disney voit Tezuka et son œuvre comme une menace envers son industrie, et impose un chantage aux réseaux (« networks ») de diffusion télévisée : si ces derniers ne renonçaient pas à diffuser Le Roi Léo (qui connaissait un certain succès aux États-Unis) et Astro Boy, Disney ne leur permettrait plus de diffuser ses propres productions.
Pendant des années, les œuvres de Tezuka et les productions japonaises en général, animées ou non, subissent un embargo aux États-Unis. Il faut l'intervention d'une importante base de « fans » — notamment dans le domaine de la bande dessinée —, le délitement de l'autorité de Disney (qui, ayant ses propres chaînes de télévision et réservant à ses dernières la plus grande part de sa production, n'avait plus grand-chose à offrir) et la multiplication exponentielle du nombre de chaînes de télé pour que les séries japonaises apparaissent à nouveau sur le petit écran américain, au début des années 1990[réf. nécessaire].
Les États-Unis demeurent cependant réceptifs à l'œuvre de Tezuka puisqu'en 1980, l'International Film Festival de Las Vegas décerne son prix d'animation au film Phénix, l'oiseau de feu et le Comic-Con de San Diego attribue le prix Inkpot à Tezuka.

#### 1960–1994: DeKimbaàSimba
Au Japon, le manga Le Roi Léo est publié de 1950 à 1954 puis adapté en série animée dès 1965, ce qui en fait la première série animée en couleurs du Japon. Une version doublée en anglais est conçue un an après. Le lionceau blanc a perdu son nom d'origine, Léo, pour être baptisé « Kimba » dans la version américaine, qui est une modification de "simba" (Swahili pour "lion") dans le but de copyrighter son nom. Cette série, Kimba the White Lion, rencontra un fort succès sur le sol américain.
En 1994, les studios Disney connaissent le plus grand succès de leur histoire avec Le Roi lion, dans lequel le lionceau porte le nom de Simba, que certains ont rapproché du nom américain, mais qui est en fait une coïncidence du fait que les deux nom viennent du Swahili Simba, qui signifie lion. Si le scénario de Disney ne fait pas figurer l'intervention de l'homme, beaucoup, dont Fred Pattern dans son livre Watching Anime, Reading Manga: 25 Years of Essays and Review, en 2004, ont noté des similitudes avec l'œuvre de Tezuka, tant sur le plan du scénario, des personnages, que du découpage de certaines scènes phares. Cette théorie connait par la suite du succès avec internet, beaucoup répétant et exagérant la controverse sans vraiment connaitre Léo, affirmant même que Le Roi Lion est un plagiat total de l'œuvre de Tezuka en se basant sur des vidéos de comparaison. Cependant, la plupart des accusations se basent en réalité sur des ressemblances visuelles de scènes n'ayant aucun rapport au niveau du contexte (ou alors qui proviennent d'adaptation de Léo sorties des années après Le Roi Lion, comme le film de 1997 Léo, roi de la Jungle et un court-métrage de 2000), sur des codes très communs aux fictions en général, et en dehors de quelques points vaguement similaires, l'histoire générale de Léo n'a rien à voir avec celle du Roi Lion.
Les studios Disney nient la référence à Tezuka ; ils indiquent que les ressemblances ne sont que pures coïncidences et déclarent même ne pas connaître l'auteur. La société de production gérant les droits des œuvres de Tezuka ne porta pas plainte devant les tribunaux internationaux, jugeant que le mangaka, grand admirateur des œuvres de Walt Disney qui l'avaient inspiré à de nombreuses reprises, aurait été flatté que le studio américain s'inspire à son tour de l'une de ses œuvres,.

#### Les réticences européennes
En France, au Canada, en Espagne ou en Italie, les séries japonaises ont commencé à connaître un certain succès dès la fin des années 1970. Les séries Astro, le petit robot, Princesse Saphir et Le Roi Léo seront diffusées à la télévision française dans les années 1980. Cette dernière a d'ailleurs été traduite en anglais et en espagnol dès 1966, témoignant la volonté d'exporter l'œuvre à travers le monde.
De 1978 à 1981, Le Cri qui tue est l'un des premiers magazines de bande dessinée à traduire et publier en France des mangas d'auteurs célèbres, dont le manga Ignis de Tezuka. Le créateur de la revue, un jeune Japonais du nom d'Atoss Takemoto, désirait faire découvrir à l'Europe la bande dessinée japonaise. Il prévoit dès les années 1980 l'avenir du manga en France: « Mon vœu le plus cher est de mettre les œuvres sous une forme telle que je pourrais, alors, abaisser le prix de vente au niveau du livre de poche. ». Sa revue a publié des mangas aux styles très différents. Le Cri qui tue est « le magazine qui a permis à ma génération de prendre contact avec la BD japonaise. On y trouvait aussi Tezuka et surtout Tatsumi, c'est-à-dire à la fois des auteurs pour enfants et des auteurs très durs ».
Ces publications, dans des magazines dédiées à la bande dessinée au sens large (européenne ou japonaise) que sont Le Cri qui tue ou les Humanoïdes Associés, ont marqué leurs lecteurs de l'époque mais n'ont pas remporté le succès escompté. Les titres japonais ont été abandonnés et ne retrouveront les grâces du public qu'avec des auteurs plus modernes et des œuvres au marketing abouti, à une époque où le Japon sera considéré par la majorité des Français comme un modèle de réussite économique.
C'est le domaine de la bande dessinée qui, en Europe, a résisté le plus longtemps à l'arrivée des productions japonaises. Des bandes dessinées adaptées de séries étaient diffusées en France : les cases étaient réalisées sur place, issues du découpage des scènes de dessins animés japonais, illustrant un scénario réduit au minimum, sans rapport avec les œuvres originales. Pour cette raison, la bande dessinée japonaise a mis énormément de temps à faire savoir son existence en Europe, tandis que les dessins animés étaient eux très largement diffusés, jusqu'à la fin des années 1980, période à laquelle ils ont à nouveau disparu des écrans, sous la pression de personnalités politiques comme Ségolène Royal qui accusaient ces dessins animés de plusieurs maux (moralité douteuse, manque de qualités artistiques, violence, etc).
C'est dans un contexte d'ignorance vis-à-vis du dessin animé et de la bande dessinée japonais qu'Osamu Tezuka s'est présenté à la 9e édition du Festival international de la bande dessinée d'Angoulême, en 1982, pour projeter son film Hi no Tori 2772, dans une « indifférence totale ». À cette occasion, il se lie cependant d'amitié avec Moebius qui sera un des premiers « passeurs » du manga en France. Cependant, les critiques les plus avancés étaient déjà au fait de l'importance de Tezuka dans le patrimoine mondial de la bande dessinée.
C'est bien après la disparition de Tezuka que le festival d'Angoulême propose Ayako pour le « prix patrimoine » lors de sa 31e édition, en 2004, puis, pour la même récompense, Prince Norman lors de la 33e édition deux ans plus tard, sans succès dans les deux cas.
Les mangas de Tezuka comptent parmi la première vague de mangas traduits en France, avec notamment les classiques Astro, le petit robot, Le Roi Léo, Black Jack et Bouddha, aux éditions Glénat, Tonkam puis Asuka et Delcourt. Depuis les années 2000, la traduction d'œuvres de Tezuka a fortement augmenté en France et les premières œuvres traduites de Tezuka ont fait l'objet de rééditions.

« Osamu Tezuka m’impressionne pourtant beaucoup et j’ai tendance à penser que, sans tenir compte de sa façon de dessiner et qu’elle ne peut pas plaire à tout le monde, il se pourrait bien qu’il soit l’auteur de BD le plus important de la BD mondiale. Il a tout exploré, tout inventé. C’est un des génies du vingtième siècle (…) On peut facilement se faire de l'argent avec le manga en éditant des auteurs pour adolescents. Publier du Tezuka représente un autre challenge, mais indispensable »

## Une œuvre colossale et humaniste
Tezuka a tellement écrit au cours de sa vie (plus de 700 œuvres originales) qu'il est impossible de tout énumérer de manière exhaustive.
Touche à tout, scénariste inspiré, sa création est résolument moderne et universelle. Il aborde tous les thèmes : de la fresque historique ou épique à la science-fiction et au fantastique, qui font partie de ses domaines de prédilection. Profondément altruiste, il n'a de cesse de communiquer ses passions (la recherche de la vérité, la philosophie, la science, la littérature) et de transmettre son savoir sous une forme attrayante, ludique et à la portée de tous. Ayant connu les affres de la guerre, l'amour de la vie et la défense de la paix sont une constante de son œuvre. Il exprime lui-même cela : « Ce que j'ai cherché à exprimer dans mes œuvres tient tout entier dans le message suivant : Aimez toutes les créatures ! Aimez tout ce qui est vivant ! »
On peut citer parmi ses œuvres phares :
- Astro, le petit robot (鉄腕アトム, Tetsuwan Atomu?, Astro Boy) revisite sous une forme réactualisée le thème du Prométhée moderne en abordant le sujet de l’intelligence artificielle et donne naissance à un super-héros japonais, le pendant des grandes figures héroïques de Marvel.
- Le Roi Léo (ジャングル大帝, Janguru Taitei?) pose les questions de la place de l'individu dans la société et mène déjà une réflexion sur l'impact de l’homme sur l’environnement, sur le thème de la responsabilité également.
- Princesse Saphir (リボンの騎士, Ribon no Kishi?, littéralement « Le Chevalier au Ruban ») préfigure les héroïnes les plus intrépides de l’animation japonaise. Le style adopté par Tezuka et l'intrigue jouant sur l'ambivalence sexuelle du personnage joue un rôle précurseur dans l'histoire du courant dit shōjo.
- Black Jack (ブラック・ジャック, Burakku Jakku?), le médecin de génie, cynique, taciturne et solitaire soulève à chaque nouveau cas la question de la valeur de la vie, de l’éthique, et inspirera bien des années plus tard un autre personnage hors normes, Dr House [réf. souhaitée] (dans un épisode, ce dernier révèle que son désir de devenir médecin vient de sa rencontre avec un médecin « paria » japonais). Black Jack prend vie en 1973 alors que Tezuka voit avec désarroi la faillite de son studio Mushi Production.
- L'Ara aux sept couleurs (七色いんこ, Nanairo inko?)  est un hommage au théâtre et offre des « critiques » humoristiques de pièces, de Hamlet de Shakespeare au théâtre japonais, américain ou russe — dont Tchekhov — en passant par le Rhinocéros d'Eugène Ionesco, Médée d'Euripide ou Cyrano de Bergerac.

Tezuka aborde aussi les thèmes religieux et philosophiques, aussi bien sous des formes courtes (le manga Le Cratère ou les recueils d'histoires courtes Histoires pour tous par exemple) qu'à travers de grandes fresques épiques ou historiques : Phénix, l'oiseau de feu relate notamment l’arrivée en terre japonaise du bouddhisme, œuvre en plusieurs opus qui accompagnera l'auteur tout au long de sa vie, de 1967 à sa mort, pour rester inachevée. Il dépeindra plus tard la vie de Siddhartha Gautama dans Bouddha.
Vers la fin de sa vie, alors qu'il est frappé par la maladie, il adopte dans ses mangas un style plus sombre, destiné à un public plus âgé ; L'histoire des 3 Adolf, par exemple, à travers les vies croisées de trois personnages partageant le même prénom, porte un regard éclairé sur les préjugés, les engagements idéologiques et militaires des hommes durant la Seconde Guerre mondiale. Ayako est à la fois une fiction politique et un drame présentant les errances et les tiraillements de la société japonaise d'après guerre.

## Distinctions
Sauf précisions, ces prix ont été remis au Japon.
- 1958 : Prix Shōgakukan pour La Biologie en manga (漫画生物学, manga seibutsu gaku?) et Biiko-chan (びいこちゃん?)
- 1967 : Prix Noburō Ōfuji du prix du film Mainichi pour Tableaux d'une exposition
- 1970 : Prix du manga Kōdansha pour Phénix, l'oiseau de feu
- 1975 : Prix spécial de l'Association des auteurs de bande dessinée japonais pour Black Jack
- 1975 : Prix du manga Bungeishunjū
- 1977 : Prix du manga Kōdansha pour Black Jack et L'Enfant aux trois yeux
- 1980 :  Prix Inkpot du Comic-Con de San Diego
- 1980 :  Prix d'animation du festival international du film de Las Vegas pour Phénix, l'oiseau de feu
- 1984 : Prix Shōgakukan pour L'Arbre au soleil
- 1984 :  Grand Prix de l'Animafest Zagreb pour Le Saut
- 1985 :  Prix de l'Oreille d'or au Festival international du film de Valladolid
- 1985 : Grand Prix du Festival international du film d'animation d'Hiroshima pour Le Film cassé
- 1985 :  Prix du meilleur film du Festival international du film d'animation de Varna pour Le Film cassé
- 1986 : Prix du manga Kōdansha (ex-æquo avec Makoto Kobayashi) pour L'Histoire des 3 Adolf
- 1988 : Prix Noburō Ōfuji du prix du film Mainichi pour La Légende de la forêt
- 1988 : Prix CIFEJ[Note 2] de l'Animafest Zagreb pour La Légende de la forêt

Distinctions posthumes :
- 1989 : Prix spécial du Grand Prix japonais de la SF
- 1989 : 3e classe de l'Ordre du Trésor sacré
- 1990 : Prix Spécial de l'Association des auteurs de bande dessinée japonais pour son œuvre
- 1998 :  Prix Micheluzzi de la meilleure série ou minisérie (Japon) pour L'Histoire des 3 Adolf
- 1999 :  Mention spéciale du Jury œcuménique de la bande dessinée au festival d'Angoulême
- 2000 :  Prix Haxtur de la meilleure histoire ongue pour L'Histoire des 3 Adolf
- 2002 :  Temple de la renommée Will Eisner
- 2003 :  Prix Micheluzzi de la meilleure série étrangère pour Blackjack
- 2004 :  Prix Eisner de la meilleure édition américaine d'une œuvre internationale pour Bouddha v. 1-2
- 2005 :  Prix Eisner de la meilleure édition américaine d'une œuvre internationale pour Bouddha v. 3
- 2005 :  Prix Harvey de la meilleure édition américaine d'une œuvre étrangère pour Bouddha
- 2006 :  Prix Harvey de la meilleure édition américaine d'une œuvre étrangère pour Bouddha
- 2009 :  Prix Eisner de la meilleure édition américaine d'une œuvre internationale (Japon) pour Dororo
- 2014 :  Prix Eisner de la meilleure édition américaine d'une œuvre internationale (Asie) pour The Mysterious Underground Men
- 2020 :  Inclus au temple de la renommée Harvey[47]

## Œuvres traduites en français
Par ordre chronologique de publication en français avec, entre parenthèses, la date de publication au Japon.
- Astro, le petit robot (1952-1968) :
  - Glénat, coll. « Manga », 12 volumes, 1996-2000.
  - Kana, coll. « Sensei », 6 volumes (anthologie), 2009-2012.
- Le Roi Léo (1950-1954) :
  - Glénat, 3 volumes, 1996-1997.
  - Kazé, 3 volumes, 2010-2011.
- Black Jack (1973-1983) :
  - Glénat, 12 volumes, 1996-2000.
  - Asuka, coll. « Le meilleur d'Osamu Tezuka », 17 volumes, 2004-2006. Chez le même éditeur : Blackjack, le médecin marron, coll. « Shônen », 3 volumes, 2006.
- Bouddha (1974-1984), Tonkam, coll. « Tsuki Poche », 8 volumes, 1997-1999.
- L'Histoire des 3 Adolf (1983-1985), Tonkam, coll. « Tsuki Poche », 4 volumes, 1998-2001.
- Le Cratère (1969-1970), Tonkam, 2 volumes, 2000.
- Phénix, l'oiseau de feu (1956-1989), Tonkam, coll. « Tsuki Poche » 11 volumes, 2000-2002.
- Ayako (1972-1973), Delcourt, coll. « Akata », 3 volumes, 2003-2004.
- MW (1976-1978), Tonkam, 3 volumes, 2004.
- L'Ara aux sept couleurs (Nanairo inko) (1981-1983), Asuka, coll. « Le meilleur d'Osamu Tezuka », 5 volumes, 2004.
- L'Arbre au soleil (1981-1985), Tonkam, 8 volumes, 2004-2006.
- Princesse Saphir (1953-1957), Soleil Productions, coll. « Soleil Manga », 3 volumes, 2005.
- Vampires (1966-1969), Asuka, coll. « Le meilleur d'Osamu Tezuka », 3 volumes, 2005.
- Unico (1976-1979), Soleil Productions, coll. « Soleil Manga », 2 volumes, 2005.
- Barbara (1973-1974), Delcourt, coll. « Akata - Ginkgo », 2 volumes, 2005.
- Metropolis (1949), Taifu Comics, coll. « Taifu Classic », 2005.
- Kirihito (1970-1971), Delcourt, coll. « Akata - Ginkgo », 4 volumes, 2005-2006.
- Prince Norman (1968), Cornélius, coll. « Paul », 3 volumes, 2005-2006.
- L'Enfant aux trois yeux (1974-1978), Asuka, coll. « Le meilleur d'Osamu Tezuka », 8 volumes parus, 2005-2007.
- Dororo (1967-1968), Delcourt, coll. « Akata - Ginkgo », 4 volumes, 2006.
- Les Enfants de Saphir (1958-1959), Soleil Productions, coll. « Soleil Manga », 1 volume, 2006.
- Histoires pour tous (1998-2002), Delcourt, coll. « Akata », 20 volumes, 2006-2011.
- I.L (1969-1970), Casterman, coll. « Sakka », 2006.
- Hato : Toujours plus haut ! (1964-1967), Cornélius, coll. « Paul », 3 volumes, 2006-2007.
- Avaler la terre (1968-1969), Milan, coll. « Kanko Classiques », 2 volumes, 2006.
- Don Dracula (1979), Soleil Productions, coll. « Soleil Manga », 2 volumes parus, 2006-2007.
- Ludwig B (1987-1989), Asuka, coll. « Le meilleur d'Osamu Tezuka », 2 volumes parus, 2006-2007.
- Demain les oiseaux, Delcourt, 1 volume, 2006.
- La Légende de Songoku (1952-1959), Akata, 4 volumes, 2006-2008.
- Tonkaradani (1953-1957), Milan, 1 volume, 2007.
- Midnight (1986-1987), Asuka, coll. « Le meilleur d'Osamu Tezuka », 4 volumes parus, 2007-2008.
- Triton (1979), Soleil Productions, coll. « Soleil Manga », 3 volumes parus, 2007-2008.
- Lost World (1948), Taifu Comics, coll. « Taifu Classic », 2007.
- Next World (1951), Taifu Comics, coll. « Taifu Classic », 2007-2008.
- Shumari (1974), Tonkam, 4 volumes, 2007-2008.
- Le Château de l'aurore (1959), Cornélius, coll. « Paul », 1 volume, 2008.
- Kaos (1978), Cornélius, coll. « Paul », 3 volumes, 2008-2009.
- Ikki Mandara (1979), Kana, coll. « Sensei », 1 volume, 2008.
- Gringo (1987-1989), Kana, coll. « Sensei », 1 volume, 2009.
- La Femme insecte (1970), Casterman, coll. « Sakka », 1 volume, 2009.
- Sarutobi (1960-1961), Cornélius, 1 volume, 2009.
- Debout l'humanité ! (1967-1968), FLBLB, 1 volume, 2011.
- Sous notre atmosphère (1972), Éditions H, coll. « Manga », 1 volume, 2011.
- Ma vie manga (essai, 2011), Kana, coll. « Seinsei », 1 volume, 2011.
- Alabaster (1978), FLBLB, 1 volume, 2012.
- Le Chant d'Apollon (1970), Kana, coll. « Sensei », 1 volume, 2012.
- L'Homme qui aimait les fesses (1970 et 1981), FLBLB, 1 volume, 2012.
- La Grande pagaille du Diletta (1968), FLBLB, 1 volume, 2013.
- Mako, Rumi et Chii (1979), Black Box, 1 volume, 2013.
- La Nouvelle Île au trésor (1947), Isan manga, 1 volume, 2014.
- Néo Faust (1988), FLBLB, 1 volume, 2016.

## Adaptations et productions

### Séries télévisées
- Astro Boy
  - Astro Boy (1963)
  - Astro, le petit robot (1980)
  - Astro Boy 2003 (2003)
- Le Roi Léo, 3 séries : 1965, 1967, 1989
- 1965 : W3
- 1967 : Princesse Saphir
- 1967 : Goku no Daibōken
- 1969 : Dororo to Hyakkimaru
- 1972 : Merveilleuse Melmo
- 1972 : Triton
- 1977 : Jetter Mars
- 1980 : Nucléa 3000 (Fumoon)
- 1982 : Don Dracula
- 1990 : Magie bleue
- 1993 : Magma Taishi
- 1997 : Tezuka Osamu no Kyuuyaku Seisho Monogatari - In the Beginning
- 2004 : Black Jack
- 2004 : Hi no tori
- 2019 : Dororo

### Filmographie sélective

#### Longs métrages
- 1960 : Alakazam, le petit Hercule
- 1978 : Le Prince du soleil, réalisé par Hisashi Sakaguchi
- 1978 : Mam'zelle Tom Pouce (Andersen dowa Oyayubi-hime)
- 1980 : Phénix, l'oiseau de feu, réalisé par Taku Sugiyama
- 1994 : Princesse Saphir
- 2001 : Metropolis, Tezuka Productions, réalisé par Rintarō

Animerama
- 1969 : Les Mille et Une Nuits, réalisé par Eiichi Yamamoto
- 1970 : Kureopatora
- 1973 : La Belladone de la tristesse, réalisé par Eiichi Yamamoto

Adaptations
- 1997 : Léo, roi de la jungle, film d'animation
- 2007 : Dororo, film en prises de vues réelles
- 2009 : Astro Boy, film d'animation en relief

#### Courts et moyens métrages
- 1962 : Histoires du coin de la rue, réalisé par Eiichi Yamamoto et Samamoto Yusaku
- 1964 : La Sirène
- 1965 : La Goutte
- 1966 : Tableaux d'une exposition
- 1985 : Le Film cassé
- 1985 : Le Saut
- 1988 : La Légende de la forêt